# Emmanuel Giménez
Emmanuel Giménez (Córdoba, Argentina, 19 de diciembre de 1984), es un futbolista argentino que juega como Centrocampista en Central Norte de la Primera B Nacional Segunda División del fútbol argentino.

## Clubes
Actualizado el 5 de octubre de 2021.
| Club                        | País      | Año             | PJ  | Goles |
| --------------------------- | --------- | --------------- | --- | ----- |
| Talleres de Córdoba         | Argentina | 2003 - 2005     | 20  | 0     |
| Atlético Rafaela            | Argentina | 2005 - 2006     | 30  | 0     |
| Talleres de Córdoba         | Argentina | 2006 - 2007     | 52  | 1     |
| Gimnasia y Esgrima de Jujuy | Argentina | 2008            | 3   | 0     |
| Santamarina                 | Argentina | 2008-2010       | 48  | 9     |
| Estudiantes de Buenos Aires | Argentina | 2010 - 2011     | 27  | 6     |
|                             | Argentina |                 |     |       |
| Juventud Antoniana          | Argentina | 2011 - 2012     | 25  | 4     |
| Temperley                   | Argentina | 2012 - 2013     | 35  | 4     |
| Santamarina                 | Argentina | 2013 - 2014     | 32  | 7     |
| Deportes Antofagasta        | Chile     | 2014 - 2015     | 13  | 1     |
| Unión de Mar del Plata      | Argentina | 2015            | 34  | 5     |
| Deportivo Morón             | Argentina | 2016 - 2018     | 75  | 6     |
| Estudiantes de San Luis     | Argentina | 2018 - 2019     | 42  | 1     |
| Agropecuario                | Argentina | 2019 - 2020     | 1   | 0     |
| Chaco For Ever              | Argentina | 2020 - 2021     | 6   | 1     |
| Racing de Córdoba           | Argentina | 2021 - Presente | 71  | 3     |
| Total                       |           |                 | 317 | 28    |

- Sólo se cuentan los goles en Competencias oficiales
- Los partidos jugados hacen referencia a los partidos como titular. En el caso de haber jugado más de 30 minutos se sumará hasta llegar a los 90